# Japan Women's Open Tennis 2013
Il Japan Women's Open Tennis 2013, conosciuto anche come HP Open 2013 per motivi di sponsorizzazione, è stato un torneo di tennis che si è giocato sul cemento indoor. È stata la 5ª edizione dell'HP Open, che fa parte della categoria WTA International nell'ambito del WTA Tour 2013. Si è giocato ad Osaka, in Giappone dal 5 al 13 ottobre 2013.

## Partecipanti

### Teste di serie
| Nazionalità | Giocatore           | Ranking* | Testa di serie |
| ----------- | ------------------- | -------- | -------------- |
| Serbia      | Jelena Janković     | 11       | 1              |
| Germania    | Sabine Lisicki      | 16       | 2              |
| Australia   | Samantha Stosur     | 20       | 3              |
| Italia      | Flavia Pennetta     | 29       | 4              |
| Canada      | Eugenie Bouchard    | 36       | 5              |
| Stati Uniti | Madison Keys        | 40       | 6              |
| Regno Unito | Laura Robson        | 41       | 7              |
| Porto Rico  | Mónica Puig         | 45       | 8              |
| Francia     | Kristina Mladenovic | 47       | 9              |

* Ranking al 30 settembre 2013

### Altre partecipanti
Giocatrici che hanno ricevuto una wild card:
- Kurumi Nara
- Laura Robson

Giocatrici passate dalle qualificazioni:

- Anna Karolína Schmiedlová
- Luksika Kumkhum
- Barbora Záhlavová-Strýcová
- Belinda Bencic

## Campionesse

### Singolare
Samantha Stosur ha sconfitto in finale  Eugenie Bouchard per 3-6, 7-5, 6-2.
- È il quinto titolo in carriera per la Stosur, il secondo dell'anno.

### Doppio
Kristina Mladenovic /  Flavia Pennetta hanno sconfitto in finale  Samantha Stosur /  Shuai Zhang per 6-4, 6-3.